# Interlands Senegalees voetbalelftal 2020-2029
Deze pagina toont een chronologisch en gedetailleerd overzicht van de interlands die het Senegalees voetbalelftal speelt en heeft gespeeld in de periode 2020 – 2029.

## Interlands

### 2020
|                                                                  |                                                              |       |                         |                                                                    |
| 9 oktober Vriendschappelijk «onderlinge duels» 20:00 uur (UTC+1) | Marokko                                                      | 3 – 1 | Senegal                 | Stade Moulay Abdallah, Rabat Scheidsrechter: Mahamadou Kéïta (MLI) |
| 9 oktober Vriendschappelijk «onderlinge duels» 20:00 uur (UTC+1) | Selim Amallah 10' Youssef En-Nesyri 71' Youssef El-Arabi 86' |       | 88' (pen.) Ismaïla Sarr | Stade Moulay Abdallah, Rabat Scheidsrechter: Mahamadou Kéïta (MLI) |

|                                                                             |                                       |       |               |                                                                |
| 11 november AK 2021 kwalificatie Groep I «onderlinge duels» 16:00 uur (UTC) | Senegal                               | 2 – 0 | Guinee-Bissau | Stade Lat-Dior, Thiès Scheidsrechter: Eric Otogo-Castane (GAB) |
| 11 november AK 2021 kwalificatie Groep I «onderlinge duels» 16:00 uur (UTC) | Sadio Mané 44' (pen.) Opa Nguette 74' |       |               | Stade Lat-Dior, Thiès Scheidsrechter: Eric Otogo-Castane (GAB) |

|                                                                             |               |                |         |                                                                  |
| 15 november AK 2021 kwalificatie Groep I «onderlinge duels» 17:00 uur (UTC) | Guinee-Bissau | 0 – 1          | Senegal | Estádio 24 de Setembro, Bissau Scheidsrechter: Adil Zourak (MAR) |
| 15 november AK 2021 kwalificatie Groep I «onderlinge duels» 17:00 uur (UTC) |               | 82' Sadio Mané |         | Estádio 24 de Setembro, Bissau Scheidsrechter: Adil Zourak (MAR) |

### 2021
|                                                                            |                   |       |         |                                                                                   |
| 26 maart AK 2021 kwalificatie Groep I «onderlinge duels» 17:00 uur (UTC+1) | Congo-Brazzaville | 0 – 0 | Senegal | Stade Alphonse Massemba-Débat, Brazzaville Scheidsrechter: Mahmoud El Banna (EGY) |
| 26 maart AK 2021 kwalificatie Groep I «onderlinge duels» 17:00 uur (UTC+1) |                   |       |         | Stade Alphonse Massemba-Débat, Brazzaville Scheidsrechter: Mahmoud El Banna (EGY) |

|                                                                          |                        |       |                   |                                                               |
| 30 maart AK 2021 kwalificatie Groep I «onderlinge duels» 16:00 uur (UTC) | Senegal                | 1 – 1 | Swaziland         | Stade Lat-Dior, Thiès Scheidsrechter: Sekou Ahmed Toure (GUI) |
| 30 maart AK 2021 kwalificatie Groep I «onderlinge duels» 16:00 uur (UTC) | Cheikhou Kouyaté 90+6' |       | 9' Sabelo Gamedze | Stade Lat-Dior, Thiès Scheidsrechter: Sekou Ahmed Toure (GUI) |

|                                                             |                                                          |       |                    |                                                          |
| 5 juni Vriendschappelijk «onderlinge duels» 19:00 uur (UTC) | Senegal                                                  | 3 – 1 | Zambia             | Stade Lat-Dior, Thiès Scheidsrechter: Babacar Sarr (MTN) |
| 5 juni Vriendschappelijk «onderlinge duels» 19:00 uur (UTC) | Sadio Mané 21' (pen.) Krépin Diatta 31' Ismaïla Sarr 44' |       | 54' Dominic Chanda | Stade Lat-Dior, Thiès Scheidsrechter: Babacar Sarr (MTN) |

|                                                             |                                         |       |            |                                                          |
| 8 juni Vriendschappelijk «onderlinge duels» 19:00 uur (UTC) | Senegal                                 | 2 – 0 | Kaapverdië | Stade Lat-Dior, Thiès Scheidsrechter: Maudo Jallow (GAM) |
| 8 juni Vriendschappelijk «onderlinge duels» 19:00 uur (UTC) | Idrissa Gueye 55' Sadio Mané 86' (pen.) |       |            | Stade Lat-Dior, Thiès Scheidsrechter: Maudo Jallow (GAM) |

| COSAFA Cup 2021 |
| --------------- |

De COSAFA Cup is het voetbalkampioenschap van landen in zuidelijk Afrika. Senegal was uitgenodigd als gastdeelnemer.
|                                                                 |                  |       |                                     |                                                                      |
| 7 juli COSAFA Cup 2021 Groep B «onderlinge duels» 15:00 (UTC+2) | Senegal          | 1 – 2 | Namibië                             | Wolfsonstadion, Port Elizabeth Scheidsrechter: Antonio Dungula (ANG) |
| 7 juli COSAFA Cup 2021 Groep B «onderlinge duels» 15:00 (UTC+2) | Albert Diène 17' |       | 13' Marcel Papama 50' Elmo Kambindu | Wolfsonstadion, Port Elizabeth Scheidsrechter: Antonio Dungula (ANG) |

|                                                                 |                        |       |            |                                                                  |
| 9 juli COSAFA Cup 2021 Groep B «onderlinge duels» 15:00 (UTC+2) | Senegal                | 1 – 0 | Mozambique | Wolfsonstadion, Port Elizabeth Scheidsrechter: Osiase Koto (LES) |
| 9 juli COSAFA Cup 2021 Groep B «onderlinge duels» 15:00 (UTC+2) | Pape Massar Djitte 63' |       |            | Wolfsonstadion, Port Elizabeth Scheidsrechter: Osiase Koto (LES) |

|                                                                  |                                 |       |                      |                                                                              |
| 13 juli COSAFA Cup 2021 Groep B «onderlinge duels» 12:00 (UTC+2) | Senegal                         | 2 – 1 | Zimbabwe             | Nelson Mandelabaaistadion, Port Elizabeth Scheidsrechter: Abongile Tom (ZAF) |
| 13 juli COSAFA Cup 2021 Groep B «onderlinge duels» 12:00 (UTC+2) | Abdoul Ndoye 44' Mohamed Ba 88' |       | 3' (pen.) Qadr Amini | Nelson Mandelabaaistadion, Port Elizabeth Scheidsrechter: Abongile Tom (ZAF) |

|                                                                  |                           |       |                  |                                                                                  |
| 14 juli COSAFA Cup 2021 Groep B «onderlinge duels» 12:00 (UTC+2) | Senegal                   | 2 – 1 | Malawi           | Nelson Mandelabaaistadion, Port Elizabeth Scheidsrechter: Keabetswe Dintwa (BOT) |
| 14 juli COSAFA Cup 2021 Groep B «onderlinge duels» 12:00 (UTC+2) | Abu Bakry Diop 11', 90+1' |       | 35' Khuda Muyaba | Nelson Mandelabaaistadion, Port Elizabeth Scheidsrechter: Keabetswe Dintwa (BOT) |

|                                                                       |                                              |       |                                                        |                                                                             |
| 16 juli COSAFA Cup 2021 Halve finale «onderlinge duels» 14:00 (UTC+2) | Senegal                                      | 2 – 2 | Swaziland                                              | Nelson Mandelabaaistadion, Port Elizabeth Scheidsrechter: Osiase Koto (LES) |
| 16 juli COSAFA Cup 2021 Halve finale «onderlinge duels» 14:00 (UTC+2) | Pape Djitte 58' El Hadji Kane 80'            |       | 15' Sifiso Matse 20' Sabelo Ndzinisa                   | Nelson Mandelabaaistadion, Port Elizabeth Scheidsrechter: Osiase Koto (LES) |
| 16 juli COSAFA Cup 2021 Halve finale «onderlinge duels» 14:00 (UTC+2) | Strafschoppen                                |       |                                                        | Nelson Mandelabaaistadion, Port Elizabeth Scheidsrechter: Osiase Koto (LES) |
| 16 juli COSAFA Cup 2021 Halve finale «onderlinge duels» 14:00 (UTC+2) | El Hadji Kane Albert Lamane Diene Mohamed Ba | 3 – 0 | Sandile Gamedze Sabelo Ndzinisa Ntokozo Siboniso Mamba | Nelson Mandelabaaistadion, Port Elizabeth Scheidsrechter: Osiase Koto (LES) |

|                                                                 |                                                                                       |              |                                                                                        |                                                                               |
| 18 juli COSAFA Cup 2021 Finale «onderlinge duels» 15:30 (UTC+2) | Senegal                                                                               | 0 – 0 (n.v.) | Zuid-Afrika                                                                            | Nelson Mandelabaaistadion, Port Elizabeth Scheidsrechter: Audrick Nkole (ZAM) |
| 18 juli COSAFA Cup 2021 Finale «onderlinge duels» 15:30 (UTC+2) |                                                                                       |              |                                                                                        | Nelson Mandelabaaistadion, Port Elizabeth Scheidsrechter: Audrick Nkole (ZAM) |
| 18 juli COSAFA Cup 2021 Finale «onderlinge duels» 15:30 (UTC+2) | Strafschoppen                                                                         |              |                                                                                        | Nelson Mandelabaaistadion, Port Elizabeth Scheidsrechter: Audrick Nkole (ZAM) |
| 18 juli COSAFA Cup 2021 Finale «onderlinge duels» 15:30 (UTC+2) | El Hadji Kane Albert Diene Falilou Fall Dominique Mendy Mohamed Ba Pape Seydou Ndiaye | 4 – 5        | Lebohang Maboe Siyethemba Sithebe Ethan Brooks Sifiso Ngobeni Veli Mothwa Nyiko Mobbie | Nelson Mandelabaaistadion, Port Elizabeth Scheidsrechter: Audrick Nkole (ZAM) |

|  |  |  |  |  |  |  |  |  |

|                                                                             |                                 |       |      |                                                                         |
| 1 september WK 2022 kwalificatie Groep H «onderlinge duels» 16:00 uur (UTC) | Senegal                         | 2 – 0 | Togo | Stade Lat-Dior, Thiès Toeschouwers: 0 Scheidsrechter: Sadok Selmi (TUN) |
| 1 september WK 2022 kwalificatie Groep H «onderlinge duels» 16:00 uur (UTC) | Sadio Mané 56' Abdou Diallo 81' |       |      | Stade Lat-Dior, Thiès Toeschouwers: 0 Scheidsrechter: Sadok Selmi (TUN) |

|                                                                               |                               |       |                                                        | |
| 7 september WK 2022 kwalificatie Groep H «onderlinge duels» 17:00 uur (UTC+1) | Congo-Brazzaville             | 1 – 3 | Senegal                                                | Stade Alphonse Massemba-Débat, Brazzaville Toeschouwers: 0 Scheidsrechter: Mohamed Ali Moussa (NIG) |
| 7 september WK 2022 kwalificatie Groep H «onderlinge duels» 17:00 uur (UTC+1) | Silvère Ganvoula 45+2' (pen.) |       | 27' Boulaye Dia 82' Ismaïla Sarr 87' (pen.) Sadio Mané | Stade Alphonse Massemba-Débat, Brazzaville Toeschouwers: 0 Scheidsrechter: Mohamed Ali Moussa (NIG) |

|                                                                           |                                                                      |       |                     |                                                            |
| 9 oktober WK 2022 kwalificatie Groep H «onderlinge duels» 19:00 uur (UTC) | Senegal                                                              | 4 – 1 | Namibië             | Stade Lat-Dior, Thiès Scheidsrechter: Kalilou Traoré (CIV) |
| 9 oktober WK 2022 kwalificatie Groep H «onderlinge duels» 19:00 uur (UTC) | Idrissa Gueye 10' Famara Diédhiou 38' Sadio Mané 54' Keita Baldé 83' |       | 75' Joslin Kamatuka | Stade Lat-Dior, Thiès Scheidsrechter: Kalilou Traoré (CIV) |

|                                                                              |                     |       |                                                             | |
| 12 oktober WK 2022 kwalificatie Groep H «onderlinge duels» 15:00 uur (UTC+2) | Namibië             | 1 – 3 | Senegal                                                     | Orlandostadion, Soweto (Zuid-Afrika) Toeschouwers: 0 Scheidsrechter: Mohamed Youssouf Athoumani (COM) |
| 12 oktober WK 2022 kwalificatie Groep H «onderlinge duels» 15:00 uur (UTC+2) | Peter Shalulile 27' |       | 22' Famara Diédhiou 51' Famara Diédhiou 84' Famara Diédhiou | Orlandostadion, Soweto (Zuid-Afrika) Toeschouwers: 0 Scheidsrechter: Mohamed Youssouf Athoumani (COM) |

|                                                                             |                              |       |                    |                                                                        |
| 11 november WK 2022 kwalificatie Groep H «onderlinge duels» 19:00 uur (UTC) | Togo                         | 1 – 1 | Senegal            | Stade de Kégué, Lomé Toeschouwers: 0 Scheidsrechter: Jalal Jayed (MAR) |
| 11 november WK 2022 kwalificatie Groep H «onderlinge duels» 19:00 uur (UTC) | Pape Abou Cissé 45+1' (e.d.) |       | 90+3' Habib Diallo | Stade de Kégué, Lomé Toeschouwers: 0 Scheidsrechter: Jalal Jayed (MAR) |

|                                                                             |                                   |       |                   |                                                                                 |
| 14 november WK 2022 kwalificatie Groep H «onderlinge duels» 21:00 uur (UTC) | Senegal                           | 2 – 0 | Congo-Brazzaville | Stade Lat-Dior, Thiès Toeschouwers: 5.000 Scheidsrechter: Fabricio Duarte (CPV) |
| 14 november WK 2022 kwalificatie Groep H «onderlinge duels» 21:00 uur (UTC) | Ismaïla Sarr 14' Ismaïla Sarr 24' |       |                   | Stade Lat-Dior, Thiès Toeschouwers: 5.000 Scheidsrechter: Fabricio Duarte (CPV) |

### 2022
| Afrikaans kampioenschap voetbal 2021 |
| ------------------------------------ |

|                                                                    |                         |       |          | |
| 10 januari Afrika Cup Groep B «onderlinge duels» 14:00 uur (UTC+1) | Senegal                 | 1 – 0 | Zimbabwe | Kouekongstadion, Bafoussam Toeschouwers: 6.803 Scheidsrechter: Mario Escobar (GUA) Video-assistent: Fernando Guerrero (MEX) |
| 10 januari Afrika Cup Groep B «onderlinge duels» 14:00 uur (UTC+1) | Sadio Mané 90+7' (pen.) |       |          | Kouekongstadion, Bafoussam Toeschouwers: 6.803 Scheidsrechter: Mario Escobar (GUA) Video-assistent: Fernando Guerrero (MEX) |

|                                                                    |         |       |        | |
| 14 januari Afrika Cup Groep B «onderlinge duels» 14:00 uur (UTC+1) | Senegal | 0 – 0 | Guinee | Kouekongstadion, Bafoussam Toeschouwers: 9.112 Scheidsrechter: Bamlak Tessema Weyesa (ETH) Video-assistent: Samir Guezzaz (MAR) |
| 14 januari Afrika Cup Groep B «onderlinge duels» 14:00 uur (UTC+1) |         |       |        | Kouekongstadion, Bafoussam Toeschouwers: 9.112 Scheidsrechter: Bamlak Tessema Weyesa (ETH) Video-assistent: Samir Guezzaz (MAR) |

|                                                                    |        |       |         | |
| 18 januari Afrika Cup Groep B «onderlinge duels» 17:00 uur (UTC+1) | Malawi | 0 – 0 | Senegal | Kouekongstadion, Bafoussam Toeschouwers: 13.890 Scheidsrechter: Blaise Ngwa (CMR) Video-assistent: Mehdi Abid Charef (ALG) |
| 18 januari Afrika Cup Groep B «onderlinge duels» 17:00 uur (UTC+1) |        |       |         | Kouekongstadion, Bafoussam Toeschouwers: 13.890 Scheidsrechter: Blaise Ngwa (CMR) Video-assistent: Mehdi Abid Charef (ALG) |

|                                                                           |                                  |       |            | |
| 25 januari Afrika Cup Achtste finale «onderlinge duels» 17:00 uur (UTC+1) | Senegal                          | 2 – 0 | Kaapverdië | Kouekongstadion, Bafoussam Scheidsrechter: Lahlou Benbraham (ALG) Video-assistent: Mehdi Abid Charef (ALG) |
| 25 januari Afrika Cup Achtste finale «onderlinge duels» 17:00 uur (UTC+1) | Sadio Mané 63' Bamba Dieng 90+2' |       |            | Kouekongstadion, Bafoussam Scheidsrechter: Lahlou Benbraham (ALG) Video-assistent: Mehdi Abid Charef (ALG) |

|                                                                        |                                                           |       |                    | |
| 30 januari Afrika Cup Kwartfinale «onderlinge duels» 20:00 uur (UTC+1) | Senegal                                                   | 3 – 1 | Equatoriaal-Guinea | Ahmadou Ahidjostadion, Yaoundé Scheidsrechter: Victor Gomes (ZAF) Video-assistent: Mahmoud Mohamed Ashour (EGY) |
| 30 januari Afrika Cup Kwartfinale «onderlinge duels» 20:00 uur (UTC+1) | Famara Diédhiou 28' Cheikhou Kouyaté 68' Ismaïla Sarr 79' |       | 57' Jannick Buyla  | Ahmadou Ahidjostadion, Yaoundé Scheidsrechter: Victor Gomes (ZAF) Video-assistent: Mahmoud Mohamed Ashour (EGY) |

|                                                                         |                 |       |                                                   | |
| 2 februari Afrika Cup Halve finale «onderlinge duels» 20:00 uur (UTC+1) | Burkina Faso    | 1 – 3 | Senegal                                           | Ahmadou Ahidjostadion, Yaoundé Scheidsrechter: Bamlak Tessema Weyesa (ETH) Video-assistent: Redouane Jiyed (MAR) |
| 2 februari Afrika Cup Halve finale «onderlinge duels» 20:00 uur (UTC+1) | Blati Touré 82' |       | 70' Abdou Diallo 76' Idrissa Gueye 87' Sadio Mané | Ahmadou Ahidjostadion, Yaoundé Scheidsrechter: Bamlak Tessema Weyesa (ETH) Video-assistent: Redouane Jiyed (MAR) |

|                                                                   |                                                                  |              |                                                             |                                                                                              |
| 6 februari Afrika Cup Finale «onderlinge duels» 20:00 uur (UTC+1) | Senegal                                                          | 0 – 0 (n.v.) | Egypte                                                      | Olembestadion, Yaoundé Scheidsrechter: Victor Gomes (ZAF) Video-assistent: Adil Zourak (MAR) |
| 6 februari Afrika Cup Finale «onderlinge duels» 20:00 uur (UTC+1) |                                                                  |              |                                                             | Olembestadion, Yaoundé Scheidsrechter: Victor Gomes (ZAF) Video-assistent: Adil Zourak (MAR) |
| 6 februari Afrika Cup Finale «onderlinge duels» 20:00 uur (UTC+1) | Strafschoppen                                                    |              |                                                             | Olembestadion, Yaoundé Scheidsrechter: Victor Gomes (ZAF) Video-assistent: Adil Zourak (MAR) |
| 6 februari Afrika Cup Finale «onderlinge duels» 20:00 uur (UTC+1) | Kalidou Koulibaly Abdou Diallo Bouna Sarr Bamba Dieng Sadio Mané | 4 – 2        | Ahmed Sayed Mohamed Abdelmonem Marwan Hamdy Mohanad Lasheen | Olembestadion, Yaoundé Scheidsrechter: Victor Gomes (ZAF) Video-assistent: Adil Zourak (MAR) |

|  |  |  |  |  |  |  |  |  |

|                                                                             |                       |       |         | |
| 25 maart WK 2022 kwalificatie Play-off «onderlinge duels» 21:30 uur (UTC+2) | Egypte                | 1 – 0 | Senegal | Cairostadion, Caïro Toeschouwers: 65.000 Scheidsrechter: Jean Ngambo (COD) Video-assistent: Marco Di Bello (ITA) |
| 25 maart WK 2022 kwalificatie Play-off «onderlinge duels» 21:30 uur (UTC+2) | Saliou Ciss 4' (e.d.) |       |         | Cairostadion, Caïro Toeschouwers: 65.000 Scheidsrechter: Jean Ngambo (COD) Video-assistent: Marco Di Bello (ITA) |

|                                                                           |                                                                 |              |                                                        | |
| 29 maart WK 2022 kwalificatie Play-off «onderlinge duels» 17:00 uur (UTC) | Senegal                                                         | 1 – 0 (n.v.) | Egypte                                                 | Stade Abdoulaye Wade, Diamniadio Toeschouwers: 45.000 Scheidsrechter: Mustapha Ghorbal (ALG) Video-assistent: Bastian Dankert (GER) |
| 29 maart WK 2022 kwalificatie Play-off «onderlinge duels» 17:00 uur (UTC) | Boulaye Dia 3'                                                  |              |                                                        | Stade Abdoulaye Wade, Diamniadio Toeschouwers: 45.000 Scheidsrechter: Mustapha Ghorbal (ALG) Video-assistent: Bastian Dankert (GER) |
| 29 maart WK 2022 kwalificatie Play-off «onderlinge duels» 17:00 uur (UTC) | Strafschoppen                                                   |              |                                                        | Stade Abdoulaye Wade, Diamniadio Toeschouwers: 45.000 Scheidsrechter: Mustapha Ghorbal (ALG) Video-assistent: Bastian Dankert (GER) |
| 29 maart WK 2022 kwalificatie Play-off «onderlinge duels» 17:00 uur (UTC) | Kalidou Koulibaly Saliou Ciss Bouna Sarr Bamba Dieng Sadio Mané | 3 – 1        | Mohamed Salah Ahmed Sayed Amr El Solia Mostafa Mohamed | Stade Abdoulaye Wade, Diamniadio Toeschouwers: 45.000 Scheidsrechter: Mustapha Ghorbal (ALG) Video-assistent: Bastian Dankert (GER) |

|                                                                        |                                                            |       |                    |                                                                   |
| 4 juni AK 2023 kwalificatie Groep L «onderlinge duels» 19:00 uur (UTC) | Senegal                                                    | 3 – 1 | Benin              | Stade Abdoulaye Wade, Diamniadio Scheidsrechter: Alaa Sabry (EGY) |
| 4 juni AK 2023 kwalificatie Groep L «onderlinge duels» 19:00 uur (UTC) | Sadio Mané 12' (pen.) Sadio Mané 22' Sadio Mané 60' (pen.) |       | 88' Junior Olaitan | Stade Abdoulaye Wade, Diamniadio Scheidsrechter: Alaa Sabry (EGY) |

|                                                                          |        |                         |         |                                                                              |
| 7 juni AK 2023 kwalificatie Groep L «onderlinge duels» 21:00 uur (UTC+2) | Rwanda | 0 – 1                   | Senegal | Stade Abdoulaye Wade, Diamniadio (Senegal) Scheidsrechter: Jean Ngambo (COD) |
| 7 juni AK 2023 kwalificatie Groep L «onderlinge duels» 21:00 uur (UTC+2) |        | 90+8' (pen.) Sadio Mané |         | Stade Abdoulaye Wade, Diamniadio (Senegal) Scheidsrechter: Jean Ngambo (COD) |

| COSAFA Cup 2022 |
| --------------- |

De COSAFA Cup is het voetbalkampioenschap van landen in zuidelijk Afrika. Senegal was uitgenodigd als gastdeelnemer.
|                                                                          | |              | |                                                                               |
| 13 juli COSAFA Cup 2022 Kwartfinale «onderlinge duels» 14:00 uur (UTC+2) | Senegal | 1 – 1 (n.v.) | Swaziland | Koning Zwelithinistadion, Durban Scheidsrechter: Ben Amisy Tsimanohitsy (MAD) |
| 13 juli COSAFA Cup 2022 Kwartfinale «onderlinge duels» 14:00 uur (UTC+2) | Lamine Camara 8' |              | 60' Philani Mkhontfo | Koning Zwelithinistadion, Durban Scheidsrechter: Ben Amisy Tsimanohitsy (MAD) |
| 13 juli COSAFA Cup 2022 Kwartfinale «onderlinge duels» 14:00 uur (UTC+2) | Strafschoppen |              | | Koning Zwelithinistadion, Durban Scheidsrechter: Ben Amisy Tsimanohitsy (MAD) |
| 13 juli COSAFA Cup 2022 Kwartfinale «onderlinge duels» 14:00 uur (UTC+2) | El Hadji Ndiaye Ousmane Sow Cheikhou Ndiaye Ngagne Fall Lamine Camara El Hadji Baldé Melo Ndiaye Alioune Faty Paul Bassène Etane Tendeng | 10 – 9       | Lindo Mkhonta Leon Manyisa Sabelo Ndzinisa Andy Magagula Peter Dlamini Sihlangu Mkhwanazi Philani Mkhontfo Mathabela Sandanezwe Sikhumbuzo Magagula Mzwandile Mabelesa | Koning Zwelithinistadion, Durban Scheidsrechter: Ben Amisy Tsimanohitsy (MAD) |

|                                                                           |                                                                           |       |                                                      |                                                                      |
| 15 juli COSAFA Cup 2022 Halve finale «onderlinge duels» 19:00 uur (UTC+2) | Zambia                                                                    | 4 – 3 | Senegal                                              | Moses Mabhidastadion, Durban Scheidsrechter: Mohamed Athoumani (COM) |
| 15 juli COSAFA Cup 2022 Halve finale «onderlinge duels» 19:00 uur (UTC+2) | Kelvin Kampamba 18' Spencer Sautu 36' Ricky Banda 59' Kelvin Kampamba 64' |       | 23' Lamine Camara 73' Paul Bassène 90' Moussa Ndiaye | Moses Mabhidastadion, Durban Scheidsrechter: Mohamed Athoumani (COM) |

|                                                                           |                                    |              |                                                                      |                                                                     |
| 17 juli COSAFA Cup 2022 Troostfinale «onderlinge duels» 15:30 uur (UTC+2) | Mozambique                         | 1 – 1 (n.v.) | Senegal                                                              | Moses Mabhidastadion, Durban Scheidsrechter: Thulani Sibandze (SWZ) |
| 17 juli COSAFA Cup 2022 Troostfinale «onderlinge duels» 15:30 uur (UTC+2) | Lau King 90+3'                     |              | 78' (pen.) Jean Diouf                                                | Moses Mabhidastadion, Durban Scheidsrechter: Thulani Sibandze (SWZ) |
| 17 juli COSAFA Cup 2022 Troostfinale «onderlinge duels» 15:30 uur (UTC+2) | Strafschoppen                      |              |                                                                      | Moses Mabhidastadion, Durban Scheidsrechter: Thulani Sibandze (SWZ) |
| 17 juli COSAFA Cup 2022 Troostfinale «onderlinge duels» 15:30 uur (UTC+2) | Lau King Danilo Muzé Domingos Foia | 2 – 4        | Lamine Diadhiou Lamine Camara Melo Ndiaye Bouly Sambou Moussa Ndiaye | Moses Mabhidastadion, Durban Scheidsrechter: Thulani Sibandze (SWZ) |

|  |  |  |  |  |  |  |  |  |

|                                                                     |         |                                      |         |                                                                                       |
| 24 september Vriendschappelijk «onderlinge duels» 19:00 uur (UTC+2) | Bolivia | 0 – 2                                | Senegal | Stade de la Source, Orléans Toeschouwers: 7.000 Scheidsrechter: Bastien Dechepy (FRA) |
| 24 september Vriendschappelijk «onderlinge duels» 19:00 uur (UTC+2) |         | 4' Boulaye Dia 44' (pen.) Sadio Mané |         | Stade de la Source, Orléans Toeschouwers: 7.000 Scheidsrechter: Bastien Dechepy (FRA) |

|                                                                     |                                 |       |                   |                                                                                            |
| 27 september Vriendschappelijk «onderlinge duels» 16:30 uur (UTC+2) | Senegal                         | 1 – 1 | Iran              | motion_invest Arena, Maria Enzersdorf Toeschouwers: 0 Scheidsrechter: Harald Lechner (AUT) |
| 27 september Vriendschappelijk «onderlinge duels» 16:30 uur (UTC+2) | Morteza Pouraliganji 55' (e.d.) |       | 64' Sardar Azmoun | motion_invest Arena, Maria Enzersdorf Toeschouwers: 0 Scheidsrechter: Harald Lechner (AUT) |

| Wereldkampioenschap voetbal 2022 |
| -------------------------------- |

|                                                                  |         |         |                                    | |
| 21 november WK 2022 Groep A «onderlinge duels» 19:00 uur (UTC+3) | Senegal | 0 – 2   | Nederland                          | Al Thumamastadion, Doha Toeschouwers: 41.721 Scheidsrechter: Wilton Pereira Sampaio (BRA) Video-assistent: Juan Soto (VEN) |
| 21 november WK 2022 Groep A «onderlinge duels» 19:00 uur (UTC+3) |         | Verslag | 84' Cody Gakpo 90+9' Davy Klaassen | Al Thumamastadion, Doha Toeschouwers: 41.721 Scheidsrechter: Wilton Pereira Sampaio (BRA) Video-assistent: Juan Soto (VEN) |

|                                                                  |                      |         |                                                     | |
| 25 november WK 2022 Groep A «onderlinge duels» 16:00 uur (UTC+3) | Qatar                | 1 – 3   | Senegal                                             | Al Thumamastadion, Doha Toeschouwers: 41.797 Scheidsrechter: Antonio Mateu Lahoz (ESP) Video-assistent: Alejandro Hernández (ESP) |
| 25 november WK 2022 Groep A «onderlinge duels» 16:00 uur (UTC+3) | Mohammed Muntari 78' | Verslag | 41' Boulaye Dia 48' Famara Diédhiou 84' Bamba Dieng | Al Thumamastadion, Doha Toeschouwers: 41.797 Scheidsrechter: Antonio Mateu Lahoz (ESP) Video-assistent: Alejandro Hernández (ESP) |

|                                                                  |                    |         |                                               | |
| 29 november WK 2022 Groep A «onderlinge duels» 18:00 uur (UTC+3) | Ecuador            | 1 – 2   | Senegal                                       | Khalifa Internationaal Stadion, Ar Rayyan Toeschouwers: 44.569 Scheidsrechter: Clément Turpin (FRA) Video-assistent: Jérôme Brisard (FRA) |
| 29 november WK 2022 Groep A «onderlinge duels» 18:00 uur (UTC+3) | Moisés Caicedo 68' | Verslag | 44' (pen.) Ismaïla Sarr 70' Kalidou Koulibaly | Khalifa Internationaal Stadion, Ar Rayyan Toeschouwers: 44.569 Scheidsrechter: Clément Turpin (FRA) Video-assistent: Jérôme Brisard (FRA) |

|                                                                        |                                                       |         |         | |
| 4 december WK 2022 Achtste finale «onderlinge duels» 22:00 uur (UTC+3) | Engeland                                              | 3 – 0   | Senegal | Al Baytstadion, Al Khawr Toeschouwers: 65.985 Scheidsrechter: Iván Barton (SLV) Video-assistent: Drew Fischer (CAN) |
| 4 december WK 2022 Achtste finale «onderlinge duels» 22:00 uur (UTC+3) | Jordan Henderson 38' Harry Kane 45+3' Bukayo Saka 57' | Verslag |         | Al Baytstadion, Al Khawr Toeschouwers: 65.985 Scheidsrechter: Iván Barton (SLV) Video-assistent: Drew Fischer (CAN) |

|  |  |  |  |  |  |  |  |  |

### 2023
| African Championship of Nations 2022 |
| ------------------------------------ |

Tijdens het African Championship of Nations bestaat het nationaal elftal altijd enkel uit spelers uit de nationale competitie.
|                                                                                 |           |                    |         |                                                                   |
| 14 januari Championship of Nations Groep B «onderlinge duels» 20:00 uur (UTC+1) | Ivoorkust | 0 – 1              | Senegal | 19 mei 1956-stadion, Annaba Scheidsrechter: Lotfi Bekouassa (ALG) |
| 14 januari Championship of Nations Groep B «onderlinge duels» 20:00 uur (UTC+1) |           | 80' Moussa N'Diaye |         | 19 mei 1956-stadion, Annaba Scheidsrechter: Lotfi Bekouassa (ALG) |

|                                                                                 |         |                   |         |                                                                |
| 18 januari Championship of Nations Groep B «onderlinge duels» 20:00 uur (UTC+1) | Senegal | 0 – 1             | Oeganda | 19 mei 1956-stadion, Annaba Scheidsrechter: Mehrez Melki (TUN) |
| 18 januari Championship of Nations Groep B «onderlinge duels» 20:00 uur (UTC+1) |         | 33' Milton Karisa |         | 19 mei 1956-stadion, Annaba Scheidsrechter: Mehrez Melki (TUN) |

|                                                                                 |                                                           |       |                |                                                                |
| 22 januari Championship of Nations Groep B «onderlinge duels» 20:00 uur (UTC+1) | Senegal                                                   | 3 – 0 | Congo-Kinshasa | 19 mei 1956-stadion, Annaba Scheidsrechter: Abongile Tom (ZAF) |
| 22 januari Championship of Nations Groep B «onderlinge duels» 20:00 uur (UTC+1) | Ousmane Diouf 23' Pape Diallo 74' Baggio Siadi 77' (e.d.) |       |                | 19 mei 1956-stadion, Annaba Scheidsrechter: Abongile Tom (ZAF) |

|                                                                                     |                          |       |            |                                                                   |
| 27 januari Championship of Nations Kwartfinale «onderlinge duels» 20:00 uur (UTC+1) | Senegal                  | 1 – 0 | Mauritanië | 19 mei 1956-stadion, Annaba Scheidsrechter: Lotfi Bekouassa (ALG) |
| 27 januari Championship of Nations Kwartfinale «onderlinge duels» 20:00 uur (UTC+1) | Lamine Camara 34' (pen.) |       |            | 19 mei 1956-stadion, Annaba Scheidsrechter: Lotfi Bekouassa (ALG) |

|                                                                                      |                |       |            |                                                                            |
| 31 januari Championship of Nations Halve finale «onderlinge duels» 20:00 uur (UTC+1) | Senegal        | 1 – 0 | Madagaskar | Nelson Mandelastadion, Algiers Scheidsrechter: Alhadi Allaou Mahamat (TCD) |
| 31 januari Championship of Nations Halve finale «onderlinge duels» 20:00 uur (UTC+1) | Pape Diallo 5' |       |            | Nelson Mandelastadion, Algiers Scheidsrechter: Alhadi Allaou Mahamat (TCD) |

|                                                                                |                                                                                          |              |                                                                                               |                                                                                        |
| 4 februari Championship of Nations Finale «onderlinge duels» 20:30 uur (UTC+1) | Algerije                                                                                 | 0 – 0 (n.v.) | Senegal                                                                                       | Nelson Mandelastadion, Algiers Toeschouwers: 39.120 Scheidsrechter: Pierre Atcho (GAB) |
| 4 februari Championship of Nations Finale «onderlinge duels» 20:30 uur (UTC+1) |                                                                                          |              |                                                                                               | Nelson Mandelastadion, Algiers Toeschouwers: 39.120 Scheidsrechter: Pierre Atcho (GAB) |
| 4 februari Championship of Nations Finale «onderlinge duels» 20:30 uur (UTC+1) | Strafschoppen                                                                            |              |                                                                                               | Nelson Mandelastadion, Algiers Toeschouwers: 39.120 Scheidsrechter: Pierre Atcho (GAB) |
| 4 februari Championship of Nations Finale «onderlinge duels» 20:30 uur (UTC+1) | Akram Djahnit Zakaria Draoui Sofiane Bayazid Youcef Laouafi Aymen Mahious Ahmed Kendouci | 4 – 5        | El Hadji Baldé Moussa Ndiaye Moussa Kanté Cheikhou Ndiaye Mamadou Lamine Camara Ousmane Diouf | Nelson Mandelastadion, Algiers Toeschouwers: 39.120 Scheidsrechter: Pierre Atcho (GAB) |

|  |  |  |  |  |  |  |  |  |

|                                                                          |                                                                                      |       |                      |                                                                      |
| 24 maart AK 2023 kwalificatie Groep L «onderlinge duels» 19:00 uur (UTC) | Senegal                                                                              | 5 – 1 | Mozambique           | Stade Abdoulaye Wade, Diamniadio Scheidsrechter: Ibrahim Mutaz (LBA) |
| 24 maart AK 2023 kwalificatie Groep L «onderlinge duels» 19:00 uur (UTC) | Youssouf Sabaly 9' Sadio Mané 15' Iliman Ndiaye 32' Boulaye Dia 39' Habib Diallo 88' |       | 48' Gildo Vilanculos | Stade Abdoulaye Wade, Diamniadio Scheidsrechter: Ibrahim Mutaz (LBA) |

|                                                                            |            |                 |         |                                                              |
| 28 maart AK 2023 kwalificatie Groep L «onderlinge duels» 18:00 uur (UTC+2) | Mozambique | 0 – 1           | Senegal | Estádio do Zimpeto, Maputo Scheidsrechter: Jalal Jayed (MAR) |
| 28 maart AK 2023 kwalificatie Groep L «onderlinge duels» 18:00 uur (UTC+2) |            | 18' Boulaye Dia |         | Estádio do Zimpeto, Maputo Scheidsrechter: Jalal Jayed (MAR) |

|                                                                           |                           |       |                    |                                                              |
| 17 juni AK 2023 kwalificatie Groep L «onderlinge duels» 20:00 uur (UTC+1) | Benin                     | 1 – 1 | Senegal            | Stade de l'Amitié, Cotonou Scheidsrechter: Jean Ngambo (COD) |
| 17 juni AK 2023 kwalificatie Groep L «onderlinge duels» 20:00 uur (UTC+1) | Abdoul Rachid Moumini 78' |       | 43' Abdoulaye Seck | Stade de l'Amitié, Cotonou Scheidsrechter: Jean Ngambo (COD) |

|                                                                |                                  |       |                                                                               |                                                                                            |
| 20 juni Vriendschappelijk «onderlinge duels» 20:00 uur (UTC+1) | Brazilië                         | 2 – 4 | Senegal                                                                       | Estádio José Alvalade, Lissabon Toeschouwers: 35.000 Scheidsrechter: Gustavo Correia (POR) |
| 20 juni Vriendschappelijk «onderlinge duels» 20:00 uur (UTC+1) | Lucas Paquetá 11' Marquinhos 58' |       | 22' Habib Diallo 52' (e.d.) Marquinhos 55' Sadio Mané 90+7' (pen.) Sadio Mané | Estádio José Alvalade, Lissabon Toeschouwers: 35.000 Scheidsrechter: Gustavo Correia (POR) |

|                                                                             |                           |       |                         |                                                                  |
| 9 september AK 2023 kwalificatie Groep L «onderlinge duels» 19:00 uur (UTC) | Senegal                   | 1 – 1 | Rwanda                  | Stade Huye, Butare (Rwanda) Scheidsrechter: Haythem Guirat (TUN) |
| 9 september AK 2023 kwalificatie Groep L «onderlinge duels» 19:00 uur (UTC) | Mamadou Lamine Camara 66' |       | 90+6' Olivier Niyonzima | Stade Huye, Butare (Rwanda) Scheidsrechter: Haythem Guirat (TUN) |

|                                                                   |         |                  |          |                                                                                            |
| 12 september Vriendschappelijk «onderlinge duels» 19:00 uur (UTC) | Senegal | 0 – 1            | Algerije | Stade Abdoulaye Wade, Diamniadio Toeschouwers: 40.000 Scheidsrechter: Abdelaziz Bouh (MTN) |
| 12 september Vriendschappelijk «onderlinge duels» 19:00 uur (UTC) |         | 64' Farès Chaïbi |          | Stade Abdoulaye Wade, Diamniadio Toeschouwers: 40.000 Scheidsrechter: Abdelaziz Bouh (MTN) |

|                                                                   |                       |       |          |                                                                                       |
| 16 oktober Vriendschappelijk «onderlinge duels» 20:30 uur (UTC+2) | Senegal               | 1 – 0 | Kameroen | Stade Bollaert-Delelis, Lens Toeschouwers: 10.000 Scheidsrechter: Willy Delajod (FRA) |
| 16 oktober Vriendschappelijk «onderlinge duels» 20:30 uur (UTC+2) | Sadio Mané 35' (pen.) |       |          | Stade Bollaert-Delelis, Lens Toeschouwers: 10.000 Scheidsrechter: Willy Delajod (FRA) |

|                                                                             |                                                                    |       |             |                                                                             |
| 18 november WK 2026 kwalificatie Groep B «onderlinge duels» 19:00 uur (UTC) | Senegal                                                            | 4 – 0 | Zuid-Soedan | Stade Abdoulaye Wade, Diamniadio Scheidsrechter: Retselisitsoe Molise (LES) |
| 18 november WK 2026 kwalificatie Groep B «onderlinge duels» 19:00 uur (UTC) | Pape Sarr 1' Sadio Mané 6' Lamine Camara 45' Sadio Mané 56' (pen.) |       |             | Stade Abdoulaye Wade, Diamniadio Scheidsrechter: Retselisitsoe Molise (LES) |

|                                                                             |      |       |         |                                                             |
| 21 november WK 2026 kwalificatie Groep B «onderlinge duels» 16:00 uur (UTC) | Togo | 0 – 0 | Senegal | Stade de Kégué, Lomé Scheidsrechter: Mustapha Ghorbal (ALG) |
| 21 november WK 2026 kwalificatie Groep B «onderlinge duels» 16:00 uur (UTC) |      |       |         | Stade de Kégué, Lomé Scheidsrechter: Mustapha Ghorbal (ALG) |

### 2024
|                                                                |                     |       |       |                                                                        |
| 8 januari Vriendschappelijk «onderlinge duels» 18:00 uur (UTC) | Senegal             | 1 – 0 | Niger | Stade Abdoulaye Wade, Diamniadio Scheidsrechter: Ousmane Diakate (MLI) |
| 8 januari Vriendschappelijk «onderlinge duels» 18:00 uur (UTC) | Formose Mendy 90+9' |       |       | Stade Abdoulaye Wade, Diamniadio Scheidsrechter: Ousmane Diakate (MLI) |

| Afrikaans kampioenschap voetbal 2023 |
| ------------------------------------ |

|                                                                  |                                                   |       |        | |
| 15 januari Afrika Cup Groep C «onderlinge duels» 14:00 uur (UTC) | Senegal                                           | 3 – 0 | Gambia | Stade de Yamoussoukro, Yamoussoukro Toeschouwers: 7.896 Scheidsrechter: Redouane Jiyed (MAR) Video-assistent: Samir Guezzaz (MAR) |
| 15 januari Afrika Cup Groep C «onderlinge duels» 14:00 uur (UTC) | Pape Gueye 4' Lamine Camara 52' Lamine Camara 86' |       |        | Stade de Yamoussoukro, Yamoussoukro Toeschouwers: 7.896 Scheidsrechter: Redouane Jiyed (MAR) Video-assistent: Samir Guezzaz (MAR) |

|                                                                  |                                                    |       |                              | |
| 19 januari Afrika Cup Groep C «onderlinge duels» 17:00 uur (UTC) | Senegal                                            | 3 – 1 | Kameroen                     | Stade de Yamoussoukro, Yamoussoukro Toeschouwers: 19.176 Scheidsrechter: Mahmood Ismail (SUD) Video-assistent: Mahmoud Ashour (EGY) |
| 19 januari Afrika Cup Groep C «onderlinge duels» 17:00 uur (UTC) | Ismaïla Sarr 16' Habib Diallo 71' Sadio Mané 90+5' |       | 83' Jean-Charles Castelletto | Stade de Yamoussoukro, Yamoussoukro Toeschouwers: 19.176 Scheidsrechter: Mahmood Ismail (SUD) Video-assistent: Mahmoud Ashour (EGY) |

|                                                                  |        |                                      |         | |
| 23 januari Afrika Cup Groep C «onderlinge duels» 17:00 uur (UTC) | Guinee | 0 – 2                                | Senegal | Stade de Yamoussoukro, Yamoussoukro Toeschouwers: 15.753 Scheidsrechter: Pacifique Ndabihawenimana (BDI) Video-assistent: Pierre Atcho (GAB) |
| 23 januari Afrika Cup Groep C «onderlinge duels» 17:00 uur (UTC) |        | 61' Abdoulaye Seck 90' Iliman Ndiaye |         | Stade de Yamoussoukro, Yamoussoukro Toeschouwers: 15.753 Scheidsrechter: Pacifique Ndabihawenimana (BDI) Video-assistent: Pierre Atcho (GAB) |

|                                                                         |                                                                    |              |                                                                           | |
| 29 januari Afrika Cup Achtste finale «onderlinge duels» 20:00 uur (UTC) | Senegal                                                            | 1 – 1 (n.v.) | Ivoorkust                                                                 | Stade de Yamoussoukro, Yamoussoukro Toeschouwers: 19.948 Scheidsrechter: Pierre Atcho (GAB) Video-assistent: Mahmoud El Banna (EGY) |
| 29 januari Afrika Cup Achtste finale «onderlinge duels» 20:00 uur (UTC) | Habib Diallo 4'                                                    |              | 86' (pen.) Franck Kessié                                                  | Stade de Yamoussoukro, Yamoussoukro Toeschouwers: 19.948 Scheidsrechter: Pierre Atcho (GAB) Video-assistent: Mahmoud El Banna (EGY) |
| 29 januari Afrika Cup Achtste finale «onderlinge duels» 20:00 uur (UTC) | Strafschoppen                                                      |              |                                                                           | Stade de Yamoussoukro, Yamoussoukro Toeschouwers: 19.948 Scheidsrechter: Pierre Atcho (GAB) Video-assistent: Mahmoud El Banna (EGY) |
| 29 januari Afrika Cup Achtste finale «onderlinge duels» 20:00 uur (UTC) | Kalidou Koulibaly Pape Sarr Moussa Niakhaté Bamba Dieng Sadio Mané | 4 – 5        | Nicolas Pépé Christian Kouamé Sébastien Haller Serge Aurier Franck Kessié | Stade de Yamoussoukro, Yamoussoukro Toeschouwers: 19.948 Scheidsrechter: Pierre Atcho (GAB) Video-assistent: Mahmoud El Banna (EGY) |

|  |  |  |  |  |  |  |  |  |

|                                                                 |                                                                 |       |       |                                                                                          |
| 22 maart Vriendschappelijk «onderlinge duels» 20:30 uur (UTC+1) | Senegal                                                         | 3 – 0 | Gabon | Stade de la Licorne, Amiens Toeschouwers: 3.758 Scheidsrechter: Stéphanie Frappart (FRA) |
| 22 maart Vriendschappelijk «onderlinge duels» 20:30 uur (UTC+1) | Aaron Appindangoyé 12' (e.d.) Mikayil Faye 44' Sadio Mané 90+2' |       |       | Stade de la Licorne, Amiens Toeschouwers: 3.758 Scheidsrechter: Stéphanie Frappart (FRA) |

|                                                                 |                       |       |       |                                                                                       |
| 26 maart Vriendschappelijk «onderlinge duels» 20:30 uur (UTC+1) | Senegal               | 1 – 0 | Benin | Stade de la Licorne, Amiens Toeschouwers: 1.000 Scheidsrechter: Jérémie Pignard (FRA) |
| 26 maart Vriendschappelijk «onderlinge duels» 20:30 uur (UTC+1) | Sadio Mané 59' (pen.) |       |       | Stade de la Licorne, Amiens Toeschouwers: 1.000 Scheidsrechter: Jérémie Pignard (FRA) |

|                                                                        |                    |       |                   |                                                                      |
| 6 juni WK 2026 kwalificatie Groep B «onderlinge duels» 19:00 uur (UTC) | Senegal            | 1 – 1 | Congo-Kinshasa    | Stade Abdoulaye Wade, Diamniadio Scheidsrechter: Mutaz Ibrahim (LBA) |
| 6 juni WK 2026 kwalificatie Groep B «onderlinge duels» 19:00 uur (UTC) | Ismaïla Sarr 45+1' |       | 85' Fiston Mayele | Stade Abdoulaye Wade, Diamniadio Scheidsrechter: Mutaz Ibrahim (LBA) |

|                                                                        |            |                  |         |                                                                            |
| 9 juni WK 2026 kwalificatie Groep B «onderlinge duels» 16:00 uur (UTC) | Mauritanië | 0 – 1            | Senegal | Stade Cheikha Ould Boïdiya, Nouakchott Scheidsrechter: Samir Guezzaz (MAR) |
| 9 juni WK 2026 kwalificatie Groep B «onderlinge duels» 16:00 uur (UTC) |            | 27' Habib Diallo |         | Stade Cheikha Ould Boïdiya, Nouakchott Scheidsrechter: Samir Guezzaz (MAR) |

|                                                                             |                |       |                     |                                                                    |
| 6 september AK 2025 kwalificatie Groep L «onderlinge duels» 19:00 uur (UTC) | Senegal        | 1 – 1 | Burkina Faso        | Stade Abdoulaye Wade, Diamniadio Scheidsrechter: Sadok Selmi (TUN) |
| 6 september AK 2025 kwalificatie Groep L «onderlinge duels» 19:00 uur (UTC) | Sadio Mané 16' |       | 90+5' Ousseni Bouda | Stade Abdoulaye Wade, Diamniadio Scheidsrechter: Sadok Selmi (TUN) |

|                                                                               |         |                         |         |                                                                                  |
| 9 september AK 2025 kwalificatie Groep L «onderlinge duels» 15:00 uur (UTC+2) | Burundi | 0 – 1                   | Senegal | Bingu Nationaal Stadion, Lilongwe (Malawi) Scheidsrechter: Mohamed Maarouf (EGY) |
| 9 september AK 2025 kwalificatie Groep L «onderlinge duels» 15:00 uur (UTC+2) |         | 71' (pen.) Ismaïla Sarr |         | Bingu Nationaal Stadion, Lilongwe (Malawi) Scheidsrechter: Mohamed Maarouf (EGY) |

|                                                                            |                                                                   |       |        |                                                                      |
| 11 oktober AK 2025 kwalificatie Groep L «onderlinge duels» 19:00 uur (UTC) | Senegal                                                           | 4 – 0 | Malawi | Stade Abdoulaye Wade, Diamniadio Scheidsrechter: Aklesso Gnama (TOG) |
| 11 oktober AK 2025 kwalificatie Groep L «onderlinge duels» 19:00 uur (UTC) | Pape Gueye 35' Sadio Mané 68' Boulaye Dia 71' Nicolas Jackson 77' |       |        | Stade Abdoulaye Wade, Diamniadio Scheidsrechter: Aklesso Gnama (TOG) |

|                                                                              |        |                  |         |                                                                               |
| 15 oktober AK 2025 kwalificatie Groep L «onderlinge duels» 15:00 uur (UTC+2) | Malawi | 0 – 1            | Senegal | Bingu Nationaal Stadion, Lilongwe Scheidsrechter: Bamlak Tessema Weyesa (ETH) |
| 15 oktober AK 2025 kwalificatie Groep L «onderlinge duels» 15:00 uur (UTC+2) |        | 90+6' Sadio Mané |         | Bingu Nationaal Stadion, Lilongwe Scheidsrechter: Bamlak Tessema Weyesa (ETH) |

|                                                                             |              |                  |         |                                                                        |
| 14 november AK 2025 kwalificatie Groep L «onderlinge duels» 18:00 uur (UTC) | Burkina Faso | 0 – 1            | Senegal | Stade du 26 Mars, Bamako (Mali) Scheidsrechter: Mahmoud El Banna (EGY) |
| 14 november AK 2025 kwalificatie Groep L «onderlinge duels» 18:00 uur (UTC) |              | 83' Habib Diarra |         | Stade du 26 Mars, Bamako (Mali) Scheidsrechter: Mahmoud El Banna (EGY) |

|                                                                             |                                   |       |         |                                                                         |
| 19 november AK 2025 kwalificatie Groep L «onderlinge duels» 18:00 uur (UTC) | Senegal                           | 2 – 0 | Burundi | Stade Abdoulaye Wade, Diamniadio Scheidsrechter: Mustapha Ghorbal (ALG) |
| 19 november AK 2025 kwalificatie Groep L «onderlinge duels» 18:00 uur (UTC) | Habib Diarra 35' Habib Diarra 51' |       |         | Stade Abdoulaye Wade, Diamniadio Scheidsrechter: Mustapha Ghorbal (ALG) |

### 2025
|                                                                            |        |       |         |                                                                                      |
| 22 maart WK 2026 kwalificatie Groep B «onderlinge duels» 21:00 uur (UTC+2) | Soedan | 0 – 0 | Senegal | Benina Martyrsstadion, Benghazi (Libië) Scheidsrechter: Patrice Tanguy Mebiame (GAB) |
| 22 maart WK 2026 kwalificatie Groep B «onderlinge duels» 21:00 uur (UTC+2) |        |       |         | Benina Martyrsstadion, Benghazi (Libië) Scheidsrechter: Patrice Tanguy Mebiame (GAB) |

|                                                                          |                                           |       |      |                                                                     |
| 25 maart WK 2026 kwalificatie Groep B «onderlinge duels» 21:00 uur (UTC) | Senegal                                   | 2 – 0 | Togo | Stade Abdoulaye Wade, Diamniadio Scheidsrechter: Peter Waweru (KEN) |
| 25 maart WK 2026 kwalificatie Groep B «onderlinge duels» 21:00 uur (UTC) | Pape Matar Sarr 35' Kévin Boma 67' (e.d.) |       |      | Stade Abdoulaye Wade, Diamniadio Scheidsrechter: Peter Waweru (KEN) |

|                                                               |                   |       |                  |                                                                               |
| 6 juni Vriendschappelijk «onderlinge duels» 19:45 uur (UTC+1) | Ierland           | 1 – 1 | Senegal          | Avivastadion, Dublin Toeschouwers: 32.478 Scheidsrechter: Adam Ladebäck (SWE) |
| 6 juni Vriendschappelijk «onderlinge duels» 19:45 uur (UTC+1) | Kasey McAteer 21' |       | 82' Ismaïla Sarr | Avivastadion, Dublin Toeschouwers: 32.478 Scheidsrechter: Adam Ladebäck (SWE) |

|                                                                |               |       |                                                       | |
| 10 juni Vriendschappelijk «onderlinge duels» 19:45 uur (UTC+1) | Engeland      | 1 – 3 | Senegal                                               | City Ground, Nottingham Toeschouwers: 26.322 Scheidsrechter: Stéphanie Frappart (FRA) Video-assistent: Mathieu Vernice (FRA) |
| 10 juni Vriendschappelijk «onderlinge duels» 19:45 uur (UTC+1) | Harry Kane 7' |       | 40' Ismaïla Sarr 62' Habib Diarra 90+3' Cheikh Sabaly | City Ground, Nottingham Toeschouwers: 26.322 Scheidsrechter: Stéphanie Frappart (FRA) Video-assistent: Mathieu Vernice (FRA) |

|                                                                  |         |   |        |                               |
| september WK 2026 kwalificatie Groep B «onderlinge duels» n.n.b. | Senegal | – | Soedan | n.n.b. Scheidsrechter: n.n.b. |
| september WK 2026 kwalificatie Groep B «onderlinge duels» n.n.b. |         |   |        | n.n.b. Scheidsrechter: n.n.b. |

|                                                                  |                |   |         |                               |
| september WK 2026 kwalificatie Groep B «onderlinge duels» n.n.b. | Congo-Kinshasa | – | Senegal | n.n.b. Scheidsrechter: n.n.b. |
| september WK 2026 kwalificatie Groep B «onderlinge duels» n.n.b. |                |   |         | n.n.b. Scheidsrechter: n.n.b. |

|                                                                |             |   |         |                               |
| oktober WK 2026 kwalificatie Groep B «onderlinge duels» n.n.b. | Zuid-Soedan | – | Senegal | n.n.b. Scheidsrechter: n.n.b. |
| oktober WK 2026 kwalificatie Groep B «onderlinge duels» n.n.b. |             |   |         | n.n.b. Scheidsrechter: n.n.b. |

|                                                                |         |   |            |                               |
| oktober WK 2026 kwalificatie Groep B «onderlinge duels» n.n.b. | Senegal | – | Mauritanië | n.n.b. Scheidsrechter: n.n.b. |
| oktober WK 2026 kwalificatie Groep B «onderlinge duels» n.n.b. |         |   |            | n.n.b. Scheidsrechter: n.n.b. |

| Afrikaans kampioenschap voetbal 2025 |
| ------------------------------------ |

|                                                                     |         |   |          |                                                                       |
| 23 december Afrika Cup Groep D «onderlinge duels» 18:00 uur (UTC+1) | Senegal | – | Botswana | Stade Ibn Batouta, Tanger Toeschouwers: n.n.b. Scheidsrechter: n.n.b. |
| 23 december Afrika Cup Groep D «onderlinge duels» 18:00 uur (UTC+1) |         |   |          | Stade Ibn Batouta, Tanger Toeschouwers: n.n.b. Scheidsrechter: n.n.b. |

|                                                                     |         |   |                |                                                                       |
| 27 december Afrika Cup Groep D «onderlinge duels» 18:00 uur (UTC+1) | Senegal | – | Congo-Kinshasa | Stade Ibn Batouta, Tanger Toeschouwers: n.n.b. Scheidsrechter: n.n.b. |
| 27 december Afrika Cup Groep D «onderlinge duels» 18:00 uur (UTC+1) |         |   |                | Stade Ibn Batouta, Tanger Toeschouwers: n.n.b. Scheidsrechter: n.n.b. |

|                                                                     |       |   |         |                                                                       |
| 30 december Afrika Cup Groep D «onderlinge duels» 20:30 uur (UTC+1) | Benin | – | Senegal | Stade Ibn Batouta, Tanger Toeschouwers: n.n.b. Scheidsrechter: n.n.b. |
| 30 december Afrika Cup Groep D «onderlinge duels» 20:30 uur (UTC+1) |       |   |         | Stade Ibn Batouta, Tanger Toeschouwers: n.n.b. Scheidsrechter: n.n.b. |

|  |  |  |  |  |  |  |  |  |

FSF · 
A-internationals · 
Bondscoaches · Selecties · Senegalees vrouwenelftal · 
Olympisch elftal
1960 – 1969 · 
1970 – 1979 · 
1980 – 1989 · 
1990 – 1999 · 
2000 – 2009 · 
2010 – 2019 · 
2020 – 2029
WK 2002 · 
WK 2018 ·
WK 2022
OS 2012
1959 · 
1960 · 
1961 · 
1962 · 
1963 · 
1964 · 
1965 · 
1966 · 
1967 · 
1968 · 
1969 · 
1970 · 
1971 · 
1972 · 
1973 · 
1974 · 
1975 · 
1976 · 
1977 · 
1978 · 
1979 · 
1980 · 
1981 · 
1982 · 
1983 · 
1984 · 
1985 · 
1986 · 
1987 · 
1988 · 
1989 · 
1990 · 
1991 · 
1992 · 
1993 · 
1994 · 
1995 · 
1996 · 
1997 · 
1998 · 
1999 · 
2000 · 
2001 · 
2002 · 
2003 · 
2004 · 
2005 · 
2006 · 
2007 · 
2008 · 
2009 · 
2010 · 
2011 · 
2012 · 
2013 · 
2014 ·
2015 ·
2016 ·
2017 ·
2018 ·
2019 ·
2020 ·
2021 ·
2022 ·
2023 ·
2024 ·
2025
Algerije ·
Angola ·
Benin ·
Bolivia ·
Bosnië en Herzegovina ·
Botswana ·
Brazilië ·
Burkina Faso ·
Burundi ·
Centraal-Afrikaanse Republiek ·
Chili ·
China ·
Colombia · 
Congo-Brazzaville ·
Congo-Kinshasa ·
Denemarken ·
Ecuador ·
Egypte ·
Engeland ·
Equatoriaal-Guinea ·
Eritrea ·
Ethiopië ·
Frankrijk ·
Gabon ·
Gambia ·
Ghana ·
Griekenland ·
Guinee ·
Guinee-Bissau ·
Ierland ·
Indonesië ·
Iran ·
Ivoorkust ·
Japan ·
Kaapverdië ·
Kameroen ·
Kenia ·
Kosovo ·
Kroatië · 
Lesotho ·
Liberia ·
Libië ·
Luxemburg ·
Madagaskar ·
Malawi ·
Maleisië ·
Mali ·
Marokko ·
Mauritanië ·
Mauritius ·
Mexico ·
Mozambique ·
Namibië ·
Nederland ·
Niger ·
Nigeria ·
Noorwegen ·
Oeganda ·
Oezbekistan ·
Oman ·
Polen ·
Qatar ·
Rwanda ·
Saoedi-Arabië ·
Sierra Leone ·
Soedan ·
Swaziland ·
Tanzania ·
Togo ·
Tunesië ·
Turkije ·
Uruguay ·
Verenigde Arabische Emiraten ·
Zambia ·
Zimbabwe ·
Zuid-Afrika ·
Zuid-Korea ·
Zuid-Soedan ·
Zweden
Algerije (2019, 2) ·
Colombia (2018) ·
Denemarken (2002) ·
Engeland (2022) ·
Frankrijk (2002) ·
Japan (2018) ·
Nederland (2022) ·
Polen (2018) ·
Uruguay (2002)
CONMEBOL: Argentinië · Bolivia · Brazilië · Chili · Colombia · Ecuador · Paraguay · Peru · Uruguay · Venezuela

UEFA: Albanië · Andorra · Armenië · Azerbeidzjan · België · Bosnië en Herzegovina · Bulgarije · Cyprus · Denemarken · Duitsland · Engeland · Estland · Faeröer · Finland · Frankrijk · Georgië · Gibraltar · Griekenland · Hongarije · IJsland · Ierland · Israël · Italië · Kazachstan · Kosovo · Kroatië · Letland · Liechtenstein · Litouwen · Luxemburg · Malta · Moldavië · Montenegro · Nederland · Noord-Ierland · Noord-Macedonië · Noorwegen · Oekraïne · Oostenrijk · Polen · Portugal · Roemenië · Rusland · San Marino · Schotland · Servië · Slovenië · Slowakije · Spanje · Tsjechië · Turkije · Wales · Wit-Rusland · Zweden · Zwitserland

AFC: Australië · China · Irak · Iran · Japan · Libanon · Oezbekistan · Oman · Qatar · Saoedi-Arabië · Syrië · Verenigde Arabische Emiraten · Vietnam · Zuid-Korea

CAF: Algerije · Burkina Faso · Congo-Kinshasa · Egypte · Ghana · Ivoorkust · Kaapverdië · Kameroen · Mali · Marokko · Nigeria · Senegal · Tunesië · Zuid-Afrika

CONCACAF: Canada · Costa Rica · Curaçao · El Salvador · Honduras · Jamaica · Mexico · Panama · Suriname · Verenigde Staten

OFC: Nieuw-Zeeland